# Podział administracyjny Tajlandii
Tajlandia dzieli się administracyjnie na pięć regionów (Centralny, Wschodni, Północny, Północno-Wschodni i Południowy) i 76 prowincji (taj. จังหวัด, czangwadów).

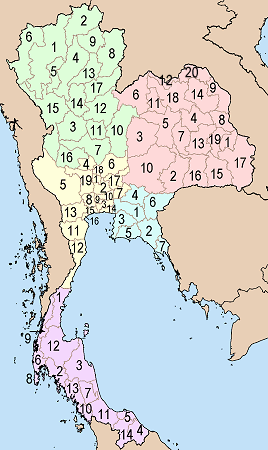
Podział administracyjny Tajlandii

## Tajlandia Centralna
1. Ang Thong
2. Phra Nakhon Si Ayutthaya
3. Bangkok (Krung Thep Maha Nakhon), dystrykt specjalny
4. Chai Nat
5. Kanchanaburi
6. Lop Buri
7. Nakhon Nayok
8. Nakhon Pathom
9. Nonthaburi
10. Pathum Thani
11. Phetchaburi
12. Prachuap Khiri Khan
13. Ratchaburi
14. Samut Prakan
15. Samut Sakhon
16. Samut Songkhram
17. Saraburi
18. Sing Buri
19. Suphan Buri

## Tajlandia Wschodnia
1. Chachoengsao
2. Chanthaburi
3. Chonburi
4. Prachin Buri
5. Rayong
6. Sa Kaeo
7. Trat

## Tajlandia Północna
1. Chiang Mai
2. Chiang Rai
3. Kamphaeng Phet
4. Lampang
5. Lamphun
6. Mae Hong Son
7. Nakhon Sawan
8. Nan
9. Phayao
10. Phetchabun
11. Phichit
12. Phitsanulok
13. Phrae
14. Sukhothai
15. Tak
16. Uthai Thani
17. Uttaradit

## Tajlandia Północno-Wschodnia
1. Amnat Charoen
2. Buri Ram
3. Chaiyaphum
4. Kalasin
5. Khon Kaen
6. Loei
7. Maha Sarakham
8. Mukdahan
9. Nakhon Phanom
10. Nakhon Ratchasima
11. Nong Bua Lamphu
12. Nong Khai
13. Roi Et
14. Sakon Nakhon
15. Si Sa Ket
16. Surin
17. Ubon Ratchathani
18. Udon Thani
19. Yasothon
20. Bueng Kan

## Tajlandia Południowa
1. Chumphon
2. Krabi
3. Nakhon Si Thammarat
4. Narathiwat
5. Pattani
6. Phang Nga
7. Phatthalung
8. Phuket
9. Ranong
10. Satun
11. Songkhla
12. Surat Thani
13. Trang
14. Yala